# Computador Wetware
Um computador wetware é um computador orgânico (também conhecido por cérebro orgânico artificial ou neuro-computador) composto de material orgânico, dito "wetware", como, por exemplo, "neurónios vivos". Os computadores wetware compostos por neurónios diferem dos computadores convencionais porque usam materiais biológicos e oferecem a possibilidade de uma computação substancialmente mais eficiente em termos energéticos. Embora um computador wetware ainda seja, em grande medida, conceptual, houve um relativo sucesso na sua construção e prototipagem, o que serviu como prova de aplicação real do conceito à computação no futuro. Os protótipos mais notáveis surgiram da pesquisa concluída pelo engenheiro biológico William Ditto no Instituto de Tecnologia da Geórgia. O seu trabalho de construção de um neuro-computador simples, capaz de realizar adições básicas a partir de "neurónios sanguessugas”, em 1999, constitui-se como um significativo avanço do conceito. A sua pesquisa inovadora despertou o interesse na criação desses cérebros construídos artificialmente, mas, ainda assim,  orgânicos.

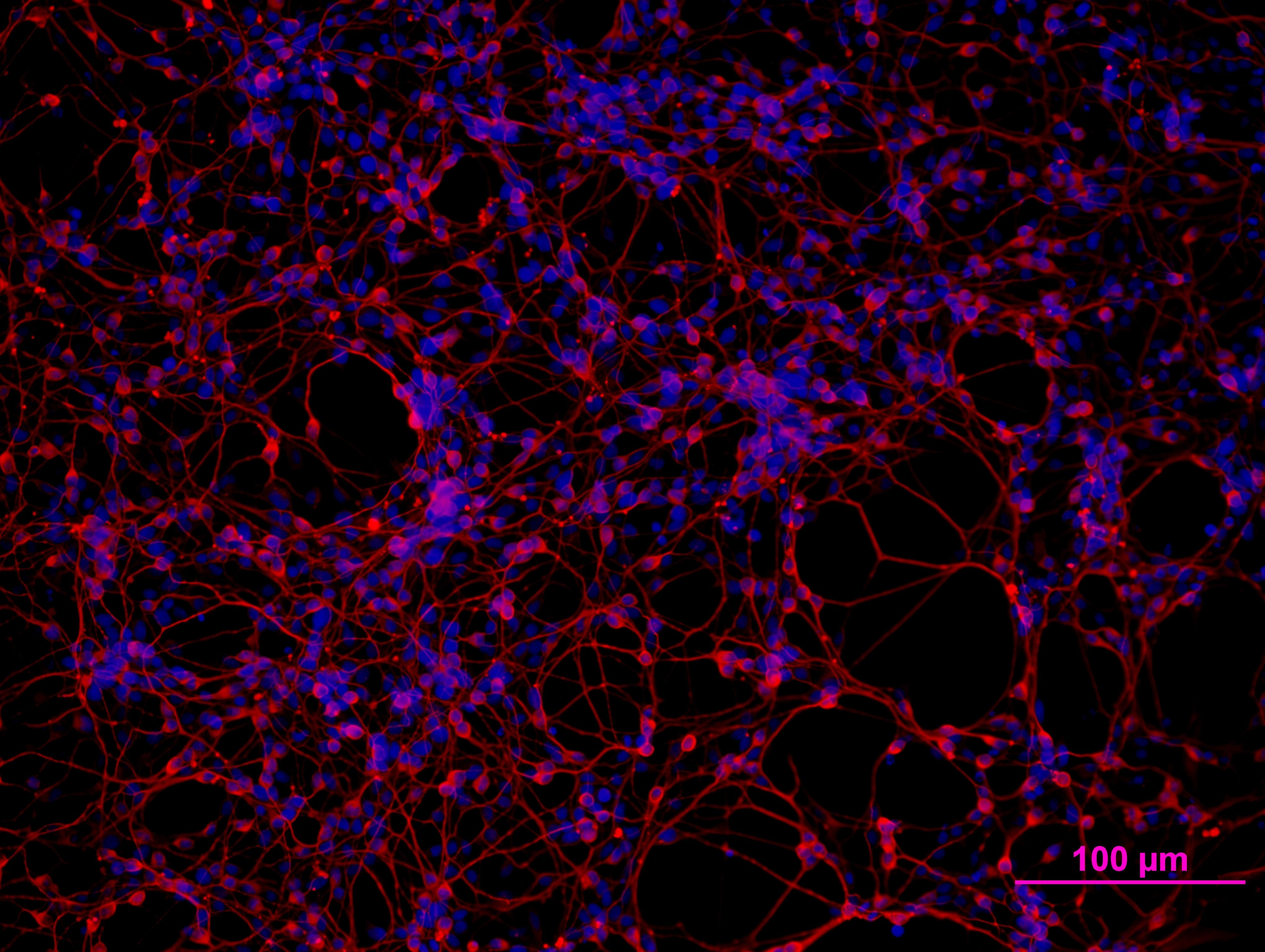
Imagem de redes neuronais num cultivo de células cerebrais, destacando as conexões entre os neurónios. Essa estrutura reflete sistemas biológicos com neuritos (axónios e dendritos) destacados com coloração vermelha e os núcleos das células, com coloração azul, processando informações com computação orgânica e de wetware

Computadores orgânicos (ou de wetware) são uma tecnologia futurista que procura substituir uma componente fundamental da arquitetura tradicional dos computadores pessoais de secretária:  a unidade central de processamento (ou CPU, de central processing unit). Para tal, utiliza matéria orgânica de células de tecidos vivos que agem como o transistor de um sistema de hardware tradicional, adquirindo, armazenando e analisando dados. Wetware é o nome dado às propriedades computacionais dos sistemas vivos, particularmente no tecido neuronal humano, que permite processamento em paralelo e a auto-organização de informações por meio de interações bioquímicas e elétricas. O wetware é diferente dos sistemas de hardware porque se baseia em mecanismos dinâmicos como a plasticidade sináptica e a difusão através de neurotransmissores, que proporcionam benefícios únicos em termos de adaptabilidade e robustez.

## Origens e fundamentos teóricos
O termo wetware surgiu da ficção cyberpunk, principalmente por meio do Neuromancer de Gibson, mas foi rapidamente adotado pela literatura científica para explicar computação realizada através de material biológico. As teorias da computação biológica inicial foram importadas do modelo de morfogénese de Alan Turing que mostrou que interações químicas poderiam produzir padrões complexos sem controle centralizado. As redes de memória associativa de Hopfield também forneceram uma base conceptual para os sistemas de informação biológica com tolerância a falhas e com auto-organização.
- Rede neuronal artificial
- Computador químico
- Computador quântico
- Computação não convencional
- Wetware (cérebro)
- Biossensor
- Computação biológica
- Olfato de máquina